# Клён бородатый
Клён бородатый, или Клён уссурийский (лат. Acer barbinerve, кит. 簇毛枫 cu mao feng) — вид деревьев рода Клён (Acer) семейства Сапиндовые (Sapindaceae). Естественно произрастает в Приморском крае, в Китае (Хэйлунцзян, Гирин, Ляонин) и северной Корее.

## Ботаническое описание
Листопадный кустарник или небольшое дерево до 7 м в высоту. Кора серовато-жёлтая или серовато-коричневая, ровная.
Молодые побеги опушённые, на второй год становятся почти гладкими и принимают тусклый красно-коричневый цвет. Почки парные.
Листья противостоящие, суженные, молодые листья опушены, затем становятся гладкими, черешок 4-6 см. Листовая пластина овальная или заострённая, длиной 8-10 и шириной 6-8 см, снизу густо опушена, особенно на жилках, сверху гладкая. Первичных жилок 5, основание закруглённое, край листа двупильчатый с грубыми тупыми зубьями, 5-лопастный, изредка 7-лопастный. Центральная и прилежащие лопасти заострены к концу, базальные лопасти острые.
Соцветия кистеобразные, появляются из безлистных почек, цветоножка 1—2 см, тонкая неопушённая. Мужские соцветия очень короткие, около 1,5 см, с 5 или 6 цветками. Чашелистиков 4, продолговатые, слегка реснитчатые по краю, около 5 мм. Лепестков 4, ромбически-овальные, чуть короче чем чашелистики. Гладких и имеющих примерно ту же длину как чашелистики тычинок тоже 4, в женских цветках отсутствуют. В мужских цветах отсутствует или представлена лишь рудиментарно завязь. Женские соцветия имеют тонкую опушённую цветоножку около 4 см, обычно состоят из 7 цветков. Чашелистики продолговатые, около 4,5 мм длиной, с ресничками и длинными волосками на конце. Лепестки овальные почти такой же длины как чашелистики, отчётливо загнуты. Завязь гладкая, с ножкой около 2 мм. Рыльце закручено.
Соплодие висячее кистеобразное около 5 см, с 5-7 парными крылатками. Орешки округлые, около 10 мм в длину и 8 мм в ширину, морщинистые, сильно жилковатые. Крылышко серповидное, слегка утолщённое в основании, длина с орешком 3-3,5 см. Угол между крылышками в крылатке тупой.
Цветёт в апреле, плодоносит в августе-сентябре.

## Экология
Растёт в хвойных или смешанных горных лесах, на более или менее осветлённых участках. Поднимается до 500—2300 метров над уровнем моря.
К почве малотребователен. Относительно теплолюбив. Растёт быстро.

## Значение и применение
Слабый медонос. В основном обеспечивает пчёл белковым кормом.
Вместе с клёном зелёнокорым (Acer tegmentosum) на Дальнем Востоке играет важную роль в зимнем рационе изюбря (Cervus elaphus xanthopygus). Их доля в веточной диете составила 50,8 %. В многоснежный период когда добывать корм из под снега становится трудно его доля вместе с лещиной (Corylus), сиренью амурской (Syringa amurensis), черемухой (Padus), актинидией (Actinidia), элеутерококком (Eleutherococcus) составила 80 % диеты.
Изредка выращивается в ботанических садах. В Санкт-Петербурге, в парке Ботанического сада Петра Великого БИН РАН плодоносит.

## Классификация
Вид Клён бородатый входит в род Клён (Acer) семейства Сапиндовые (Sapindaceae).
|  |                                      |  |                                                       |                                                       |                      |  | ещё 8 семейств (согласно Системе APG II) | ещё 8 семейств (согласно Системе APG II) |                    |  |  |  | ещё более 100 видов |
|  |                                      |  |                                                       |                                                       |                      |  | ещё 8 семейств (согласно Системе APG II) | ещё 8 семейств (согласно Системе APG II) |                    |  |  |  | ещё более 100 видов |
|  |                                      |  |                                                       | порядок Сапиндоцветные                                |                      |  |                                          |                                          | род Клён           |  |  |  |                     |
|  |                                      |  |                                                       | порядок Сапиндоцветные                                |                      |  |                                          |                                          | род Клён           |  |  |  |                     |
|  | отдел Цветковые, или Покрытосеменные |  |                                                       |                                                       | семейство Сапиндовые |  |                                          |                                          | вид Клён бородатый |  |  |  |                     |
|  | отдел Цветковые, или Покрытосеменные |  |                                                       |                                                       | семейство Сапиндовые |  |                                          |                                          |                    |  |  |  |                     |
|  |                                      |  | ещё 44 порядка цветковых растений (по Системе APG II) | ещё 44 порядка цветковых растений (по Системе APG II) |                      |  |                                          | ещё 140—150 родов                        | ещё 140—150 родов  |  |  |  |                     |
|  |                                      |  |                                                       | ещё 44 порядка цветковых растений (по Системе APG II) |                      |  |                                          |                                          | ещё 140—150 родов  |  |  |  |                     |